# Октябрьский сельсовет (Краснозёрский район)
Октябрьский сельсовет — сельское поселение в Краснозёрском районе Новосибирской области Российской Федерации.
Административный центр — посёлок Октябрьский.

## История
Статус и границы сельского поселения установлены Законом Новосибирской области от 2 июня 2004 года № 200-ОЗ «О статусе и границах муниципальных образований Новосибирской области»

## Население
| 2002  | 2010  | 2012  | 2013  | 2014  | 2015  | 2016  |
| ----- | ----- | ----- | ----- | ----- | ----- | ----- |
| 1221  | ↗1384 | ↘1321 | ↘1301 | ↘1258 | ↘1239 | ↘1220 |
| 2017  | 2018  | 2019  | 2020  | 2021  |       |       |
| ↘1200 | ↘1174 | ↘1163 | ↘1135 | ↘1102 |       |       |

## Состав сельского поселения
| № | Населённый пункт | Тип населённого пункта          | Население |
| - | ---------------- | ------------------------------- | --------- |
| 1 | Зелёная Роща     | посёлок                         | ↘171      |
| 2 | Курьинский       | посёлок                         | ↘301      |
| 3 | Октябрьский      | посёлок, административный центр | ↘595      |
| 4 | Степной          | посёлок                         | ↘204      |
| 5 | Хабаровский      | посёлок                         | ↘113      |